# كابير
كابير (أيضًا كبيرا) (الهندية: कबीर, البنجابي: ਕਬੀਰ, الأردو: کبير) بمعنى (كبير) (1440–1518) هو شاعر صوفي وقديس من الهند، وقد أثرت كتاباته بشكلٍ كبير على حركة بهاكتي. واسم «كابير» مأخوذ من العربية والذي يعني«عظيم».
وبعيدًا عن تأثيره المهم على الديانة السيخية، فإن من يحمل إرث كابير اليوم هم أرباب كابير بانت، وهم جماعة دينية اعتبرته مؤسسها وتعد واحدة من الطوائف التأملية سانت مات. ويعرف أعضاء تلك الجماعة بـتابعي مذهب كابير (كابير بانتيس)، ويقدر عددهم بحوالي 9,600,000. وينتشرون في شمال ووسط الهند، كما يتناثرون مع أطياف الشتات الهندي حول العالم، ارتفاعًا من 843,171 في تعداد 1901.
ومن كتاباته بيجاك، وساخي جرانث، وكابير جرانثاوالي، وأنوراغ ساجار.

## النشأة والخلفية
لا يعرف أحد الكثير عن والدي كابير الأصليين، ولكن من المعروف عنه أنه تربى وسط أسرة من النساجين المسلمين. وقد عثر عليه نساج مسلم يدعى نيرو وتدعى زوجته نعمة، في ليهارتارا، التي تقع في فاراناسي. وقد كان كل من نيرو ونيما فقيرين جدًا وأمّيين. قاما بتبني الطفل وعلّماه تجارة النسيج.
ومن غير المعروف ما هو نوع التدريب الروحي الذي تلقاه كابير. لم يصبح كابير راهبا، كما أنه لم يهجر أبدًا الحياة الدنيا. وبدلاً من ذلك اختار كابير أن يعيش حياة متوازنة كرب منزل، ومتصوف، وتاجر، ومتأمل.
ومع ذلك فإننا نعلم أن التدريب الروحاني المبكر لكابير تلقاه على يد راماناندا، والذي أصبح معلمه عندما كان لا يزال طفلاً. وتعددت الصيغ التي توضح كيفية تقبل راماناندا لكابير ليكون تلميذه. ما هو ثابت في جميع الإصدرات أن كابير خدع راماناندا ليعطيه تعويذة للتأمل، مما أجبره على الموافقة على جعل كابير تلميذه.
ويعتقد أن عائلة كابير كانت تعيش في المكان الذي يوجد في كابير تشورا في فاراناسي.  جبهة maṭha كابير (कबीरमठ)، هي جبهة (maṭha) تقع في الأزقة الخلفية لكابير تشورا، وتقوم بالاحتفال بحياته وأيامه. وبصحبة المِلكيّة يوجد منزل يسمى Nīrūṭīlā (नीरू टीला) والذي يأوي مقابر نيرو ونيما. كما يستوعب المنزل أيضًا الطلبة والباحثين الذين يعيشون هناك ويقومون بدراسة أعمال كابير.

## الفلسفات
تأثر كابير بالمزاج الديني السائد في عصره، مثل الهندوسية البراهمنية القديمة، وفلسفة التانترا الدينية، وتعاليم ناث اليوغيين، ومذهب الوفاء الشخصي في جنوب الهند والمختلطة مع الرب غير المصور في الإسلام. ويظهر ذلك التأثر بتلك المذاهب المتنوعة في نصوص كابير. ويرى المؤرخون البارزون أمثال آر. سي. ماجومدار، وبي. إن. تشوبرا (P.N. Chopra)، وبي. إن. بوري (B.N. Puri)، وإم. إن داس (M.N. Das) أن كابير هو أول قديس هندي حاول توفيق الهندوسية والإسلام عن طريق التبشير بمذهبٍ عالمي يستطيع فيه كلٌ من الهندوس والمسلمين التعامل مع بعضهم البعض. ولكن هناك القليل من النقاد خالفوا تلك الإدعاءات.
وتعد المبادئ الدينية الأساسية التي يعتنقها كابير بسيطة للغاية. وفقًا لكابير، فإن الحياة ما هي إلا تفاعل بين مبدأين روحيين. الأول يسمى الروح الذاتية (Jivatma) والآخر هو الإله باراماتاما. ووجهة نظر كابير هو أن الخلاص هو عملية توحيد هذين المبدأين السماويين. أدى إدماج الكثير من نصوص كابير في كتب السيخ المقدسة، وحقيقة أنه كان سلفًا لـلمعلم ناناك ديف، إلى وصف بعض الباحثين الغربيين لكابير عن طريق الخطأ على أنه رائد الديانة السيخية.
من أعظم أعماله بيجاك («النبتة»)، وهي فكرة عن الكينونة الأساسية. وتلك المجموعة من الأشعار تلقي الضوء على نظرة كبيرة الشمولية للروحانية. تعد المفردات التي يستخدمها كابير مفردات مفعمة بالمبادئ الروحانية الهندوسية، مثل البراهمي، والكارما، والتناسخ، عارض بشدة العصبيات، في كلٍ من الهندوسية والإسلام. وكانت لغته الهندية تميل إلى العامية، والصراحة، والرقة على نفس النحو الذي تتصف به فلسفته. وغالبًا ما كان يحبذ ترك القرآن والفيدا واتباع مذهب الساهاجا، أو الطريقة الطبيعية البسيطة التي تقول بوحدانية الله. وقد آمن بـالفينداتا مبدأ من مبادئ آتمان، ولكن بخلاف أتباع الفينداتا الأرثوذكسية الأوائل، فإنه رفض نظام الطائفة الهندوسية المجتمعي ومورتي-البوجية (عبادة الأوثان)، وأظهر إيمانًا في أفكار بهاكتي والتصوف. الجزء الأعظم من عمل كابير كـباغات تم تجميعه بواسطة السيخ ومعلمه الخامس، والمعلم آرجان دف، وأدرجها في الكتاب المقدس للسيخ، المعلم غرانث ساهيب.

## الشعر
ألّف كابير الشعر بأسلوبٍ بليغ وعملي، مفعم بالمفاجأة والصور الإبداعية. ويظهر صدى قصائده في مدح المعلم الحقيقي الذي يكشف عما هو إلهي من خلال الخبرة المباشرة، كما أدان الطرق الأكثر استخدامًا لمحاولة الاتصال والاتحاد مع الإله مثل الترانيم، وأسلوب التقشف، وما إلى ذلك. وبما أن كابير كان أمّيًا فقد كان يعبر عن أشعاره شفاهة بالعامية الهندية، مستعيرًا من العديد من اللهجات بما في ذلك الأفادهية، والبراجية، والبهوجبورية. وغالبًا ما كان يبدأ نصوصه بشتائمٍ شديدة اللهجة لجذب انتباه المارة. وتمتع كبير بإحياء لشعبيته على مدى النصف قرن الماضي كأكثر القديسين الهنود قبولاً وسهولةً في فهم نصوصه، مع وجود تأثير عظيم على التقاليد الروحانية مثل سانت مات، وغريب داس، ورادها سوامي.[بحاجة لمصدر]

## الإرث
تنسب مجموعة كبيرة من العمل الشعري إلى كبير. فيما كتب اثنان من تلاميذه، بهاجوداس ودهارماداس، العديد منها، «...يوجد الكثير من الكلام الذي تم تمريره ببعض الأخطاء المتوقعة والتشويهات، وهو أسلوب نقل من فمٍ لآخر، كجزءٍ من تقليد شفهي راسخ.»
النصوص والأغاني المنسوبة لكابير متوفرة اليوم بالعديد من اللهجات، بمفرداتٍ وهجاءات مختلفة تلائم تقليد النقل الشفهي. وتتباين الآراء بشأن تكوين أي فكرة عن صحة أي قصيدة مهداة. وبالرغم من ذلك، فإن روح التصوف جاءت للحياة من خلال «قوة فريدة... قوة الفكر ونمط الاقتضاب الصارم.»
وقد سمى كابير وأتباعه إنتاجه الشعري بأقاويل بانيس (‘bāņīs,’). ويتضمن ذلك أغاني كالسابقة، أو مؤلفات شعرية من بيتين تسمى دوهي (dohe)، أو سالوكا (śalokā) (اللغة السنسكريتية: ślokā)، أو ساخي (sākhī) (اللغة السنسكريتية: sākşī). المصطلح الأخير، والذي يعني ’الشهادة‘، هو المصطلح الأكثر دلالة على الاستخدام الذي يصوره كابير وأتباعه في تلك الأشعار: «وكدليلٍ مباشر على الحقيقة، كلمة ساخي (sākhī)... كان يجب أن تذكر... ويذكر الساخي... لاستحضار الحقيقة العليا.» وعلى هذا النحو، فإن الحفظ والقراءة، وبالتالي دراسة تلك الأقاويل تشكل، المذهب لليقظة الروحانية، لكابير وأتباعه.

## شعر كابير اليوم
يوجد في شعر كابير العديد من التلميحات التي تستخدم في التيار الرئيسي لموسيقى الأفلام الهندية. الأغنية الصغيرة للصوفية Sufi لفرقة الانصهار والبوم المحيط الهندي جهيني هو تقديم حيوي من قصيدة كابير المشهورة "The intricately woven blanket"، مع تأثيرات من الشعبية الهندية والتقاليد الصوفية والصخور التدريجية.
أنتج مخرج الأفلام الوثائقية شابنام فيرماني، من مشروع كبير سلسلة من الأفلام الوثائقية والكتب التي تتقفّى فلسفة كابير، وموسيقاه وشعره في الهند وباكستان في هذه الأيام. وتعرض الأفلام الوثائقية المغنيين الشعبيين من الهنود مثل براهلاد تيبانيا، وموختيار علي، وفن القوالي الباكستاني ومغنيه فريد أياز.
وظهر شعر كابير بشكلٍ بارز في أفلام المخرج أناند غاندي مثل «هنا، والآن» (Right Here Right Now) سنة 2003 وما تلاها.

## كتابات أخرى
- Bly, Robert, tr. Kabir: Ecstatic Poems. Beacon Press, 2004. (ISBN 0-8070-6384-3)
- Dass, Nirmal, tr. Songs of Kabir from the Adi Granth. SUNY Press, 1991. (ISBN 0-7914-0560-5)
- Duggal، [edited by]G. N. Das ; foreword by K.S. (1992). Love songs of Kabir. Sittingbourne: Asia. ISBN:978-0-948724-33-6. {{استشهاد بكتاب}}: |الأول= باسم عام (مساعدة)صيانة الاستشهاد: أسماء متعددة: قائمة المؤلفين (link)
- Kabir. Compilation of Kabir's dohas in Devanagiri. Kabir ke dohey
- Masterman, David, ed/rev. Kabir says... Los Angeles: Three Pigeons Publishing, 2011.
- Tagore, Rabindranath, tr. Songs of Kabir. Forgotten Books, 1985. (ISBN 1-60506-643-5) Songs of Kabir
- Vaudeville, Charlotte. A Weaver Named Kabir: Selected Verses with a Detailed Biographical and Historical Introduction. New York: Oxford University Press, 1998. (ISBN 0-19-563933-2)
- KavitaKosh.org Compilation of Kabir's dohas in Devanagiri Kabir Page on Kavitakosh

## وصلات خارجية
- كبير على موقع IMDb (الإنجليزية)
- كبير على موقع الموسوعة البريطانية (الإنجليزية)

- Gutenberg: Songs of Kabir by Rabindranath Tagore
- The Bijak of Kabir – Ahmad Shah Translation of the Entire Text
- The Anurag Sagar of Kabir